# Eurithia anthophila
Eurithia anthophila är en tvåvingeart som först beskrevs av Robineau-desvoidy 1830.  Eurithia anthophila ingår i släktet Eurithia och familjen parasitflugor. Arten är reproducerande i Sverige. Inga underarter finns listade i Catalogue of Life.